# Recombinando Atos - Ao Vivo em São Paulo
Recombinando Atos - Ao Vivo em São Paulo é o quarto DVD da banda O Teatro Mágico. Traz canções do terceiro álbum do grupo, A Sociedade do Espetáculo (álbum que encerra a trilogia iniciada com Entrada para Raros e Segundo Ato) e também canções dos trabalhos mais antigos do grupo com uma nova roupagem, além de trazer faixas inéditas como "É Ela", "Todos Enquantos", "Perdoando o Adeus" e "Quando a Fé Ruge".
O DVD foi gravado no dia 2 de novembro de 2012 no Credicard Hall, em São Paulo.  O show tem direção de Fernando Anitelli em parceria com o diretor e produtor Túlio Rivadávia. O registro audiovisual contou com a direção de André Hime e Huila Gomes da PixelBanana. 

## Faixas
| N.º            | Título                              | Duração  |  |
| 1.             | "Além, Porém Aqui"                  | 4:39     |  |
| 2.             | "Amanhã... Será?"                   | 3:41     |  |
| 3.             | "Pena"                              | 6:00     |  |
| 4.             | "Transição"                         | 4:45     |  |
| 5.             | "Esse Mundo Não Vale o Mundo"       | 3:36     |  |
| 6.             | "Da Entrega"                        | 6:08     |  |
| 7.             | "Todos Enquantos"                   | 4:09     |  |
| 8.             | "Eu Não Sei na Verdade Quem Eu Sou" | 6:12     |  |
| 9.             | "É Ela"                             | 3:46     |  |
| 10.            | "Camarada D'água"                   | 5:01     |  |
| 11.            | "Perdoando o Adeus"                 | 4:20     |  |
| 12.            | "Quando a Fé Ruge"                  | 4:42     |  |
| 13.            | "O Anjo Mais Velho"                 | 5:52     |  |
| Duração total: | Duração total:                      | 01:02:48 |  |

## Elenco
- Fernando Anitelli (Voz e Violão)
- Galldino (Violino e Voz)
- Pedro Martins (Teclados, Rhodes, Voz e Programações)
- Rafael dos Santos (Bateria)
- Thiago do Espírito Santo (Baixo e Voz)
- Andrea Barbour (Artes Performáticas)
- Mateus Bonassa (Artes Performáticas)
- Nayara Dias (Artes Performáticas)
- Nathalia Dias (Artes Performáticas)